# Pokémon Sunday
Pokémon Sunday (ポケモン☆サンデー, Pokemon Sandē) est une émission hebdomadaire japonaise traitant de Pokémon, commencée le 3 octobre 2004 sur TV Tōkyō. Ce show traite de l'actualité Pokémon, mais rediffuse aussi d'anciens épisodes de la série ayant des liens entre eux.
C'est, lors de l'émission du 10 mai 2009, que la sortie de Pokémon Or HeartGold et Argent SoulSilver a été révélée. Ainsi, à chaque émission était révélée une information sur ces remakes. L'émission est remplacée par une autre au contenu similaire en septembre 2010 : Pokémon Smash!